# Frank Finkler
Frank Finkler (* 13. Januar 1970 in Wadern) ist ein deutscher Beamter und Politiker der CDU. Er war von 2012 bis 2015 Mitglied des Landtag des Saarlandes und ist seit September 2015 Direktor beim Rechnungshof des Saarlandes.

## Leben
Finkler legte sein Abitur am Gymnasium Hermeskeil ab und studierte anschließend Betriebswirtschaftslehre an der Universität des Saarlandes. Diesen Studiengang schloss er als Diplom-Kaufmann ab. Er arbeitete anschließend im Bankenwesen und für verschiedene Firmen, bis er von 2001 bis 2010 Referatsleiter in der Staatskanzlei Saarland wurde. Anschließend war er als Referatsleiter im Ministerium für Arbeit, Familie, Prävention, Soziales und Sport tätig und von 2011 bis 2012 Büroleiter und persönlicher Referent des Ministers für Bundesangelegenheiten und Chefs der Staatskanzlei. Er promovierte an der Universität Duisburg-Essen. Seine Doktorarbeit trug den Titel Konzeption eines Regierungsinformationssystems und erschien 2008 im Gabler Verlag.
In der CDU war er Vorsitzender des Ortsverbands Düppenweiler (2001–2003), von 2005 bis 2019 Vorsitzender des Gemeindeverbandes Beckingen, von 2002 bis 2019 Mitglied im Vorstand des Kreisverbandes Merzig-Wadern, von 2010 bis 2014 Referent für Finanzpolitik im Landesvorstand der CDU und von 2011 bis 2020 war er Vorsitzender der CDU-Fraktion im Gemeinderat Beckingen. Im Zeitraum 2013 bis 2014 war Erster Beigeordneter der Gemeinde Beckingen.
Bei der Landtagswahl im Saarland 2012 wurde er im Kreis Saarlouis in den Landtag gewählt.  Dort war er Haushalts- und Finanzpolitischer Sprecher seiner Fraktion.
Am 23. September 2015 wurde Finkler vom Landtag zum Direktor des Landesrechnungshofes gewählt. Daher schied er aus dem Landtag aus.
Von 2021 bis 2024 war Finkler Mitglied des Aufsichtsrats des Fußballbundesligisten 1. FSV Mainz 05.

## Werke
- Konzeption eines Regierungsinformationssystems. Wiesbaden: Gabler Verlag 2008, ISBN 978-3-8349-1232-9